# Zehnacker
Zehnacker è un comune francese di 271 abitanti situato nel dipartimento del Basso Reno, nella regione del Grand Est.

## Società

### Evoluzione demografica
Abitanti censiti